# Grand Prix-wegrace van Finland 1981
De Grand Prix-wegrace van Finland 1981 was de twaalfde Grand Prix van het wereldkampioenschap wegrace-seizoen 1981. De races werden verreden op 9 augustus 1981 op het stratencircuit Imatra (Zuid-Finland).

## Algemeen
De 20e "Imatranajo" was een groot succes voor Kawasaki, maar een grote teleurstelling voor Yamaha. Kawasaki vierde de wereldtitel in de 250cc-klasse voor Toni Mang, maar ook drie podiumplaatsen in die klasse en een podiumplaats voor Kork Ballington in de 500cc-race. In die race ging het hopeloos mis voor Yamaha toen zowel Barry Sheene als Ikujiro Takaï met hun Yamaha OW 54 fabrieksracers uitvielen en Kenny Roberts terugviel naar de 7e plaats, waardoor hij alle kansen op een wereldtitel verloor. Suzuki deed daardoor ook goede zaken: Het was nu zeker dat een Suzuki-coureur (Marco Lucchinelli of Randy Mamola) wereldkampioen 500 cc zou gaan worden. 

## 500 cc
Marco Lucchinelli had als snelste getraind in Imatra en kon tijdens de race gemakkelijk wegrijden van Barry Sheene en Kenny Roberts, die weliswaar teamgenoten waren maar door hun onderlinge gevecht veel tijd verloren. Daardoor konden Kork Ballington, Randy Mamola, Boet van Dulmen en Jack Middelburg aansluiten. Sheene viel uit door problemen met zijn powervalve en Boet van Dulmen kwam de pit binnen met een aan flarden gereden achterband. De andere vier leverden een mooi gevecht om de tweede plaats, hoewel Mamola het moeilijk had omdat zijn motor soms op vier, maar soms ook op drie cilinders liep. Uiteindelijk moest ook Roberts afhaken omdat ook zijn powervalves problemen begonnen te veroorzaken. Ook Ikujiro Takaï viel met zijn Yamaha OW 54 stil, waardoor Yamaha opnieuw een debacle meemaakte, zoals ook al in de TT van Assen was gebeurd. 
Mamola wist Ballington en Middelburg zeer nipt achter zich te houden. Ballington kwam 0,3 seconde na hem over de streep en Middelburg zat daar weer 0,2 seconde achter. Lucchinelli had intussen geen enkel probleem gehad. Slechts acht ronden reed hij volgas en toen bedroeg zijn voorsprong al twaalf seconden. Daarna reed hij rustiger, maar bij de finish had hij toch nog twintig seconden voorsprong. 

### Uitslag 500 cc
| Pos | Coureur           | Merk     | Tijd       | Punten     |
| --- | ----------------- | -------- | ---------- | ---------- |
| 1   | Marco Lucchinelli | Suzuki   | 48'05"7    | 15         |
| 2   | Randy Mamola      | Suzuki   | 48'25"2    | 12         |
| 3   | Kork Ballington   | Kawasaki | 48'25"5    | 10         |
| 4   | Jack Middelburg   | Suzuki   | 48'25"7    | 8          |
| 5   | Graeme Crosby     | Suzuki   |            | 6          |
| 6   | Marc Fontan       | Suzuki   |            | 5          |
| 7   | Kenny Roberts     | Yamaha   |            | 4          |
| 8   | Seppo Rossi       | Suzuki   |            | 3          |
| 9   | Frank Gross       | Suzuki   |            | 2          |
| 10  | Steve Parrish     | Yamaha   |            | 1          |
| 11  | Michel Frutschi   | Yamaha   |            |            |
| DNF | Boet van Dulmen   | Yamaha   | Achterband | Achterband |
| DNF | Franco Uncini     | Suzuki   |            |            |
| DNF | Philippe Coulon   | Suzuki   |            |            |
| DNF | Graziano Rossi    | Suzuki   |            |            |
| DNF | Sadao Asami       | Yamaha   |            |            |
| DNF | Ikujiro Takaï     | Yamaha   | Val        |            |
| DNF | Barry Sheene      | Yamaha   | Powervalve | Powervalve |

### Top 10 WK-stand na deze race
| Pos. | Coureur           | Motorfiets | Ptn. |
| ---- | ----------------- | ---------- | ---- |
| 1    | Marco Lucchinelli | Suzuki     | 103  |
| 2    | Randy Mamola      | Suzuki     | 94   |
| 3    | Kenny Roberts     | Yamaha     | 74   |
| 4    | Graeme Crosby     | Suzuki     | 62   |
| 5    | Barry Sheene      | Yamaha     | 57   |
| 6    | Boet van Dulmen   | Yamaha     | 52   |
| 7    | Jack Middelburg   | Suzuki     | 50   |
| 8    | Kork Ballington   | Kawasaki   | 35   |
| 9    | Marc Fontan       | Yamaha     | 20   |
| 10   | Hiroyuki Kawasaki | Suzuki     | 19   |

## 250 cc
Toni Mang had nog één punt nodig om zijn wereldtitel zeker te stellen. Hij liet Jean-Louis Guignabodet een ronde lang aan de leiding rijden, maar nam daarna de koppositie over en won de race met een flinke voorsprong. Guignabodet moest in de vijftiende ronde door een slechte voorband ook de tweede plaats opgeven ten gunste van zijn teamgenoot Jean-François Baldé, maar wist de derde plaats wel vast te houden. De enige die hem nog kon bedreigen, Roland Freymond, was in de achtste ronde uitgevallen doordat hij te maken kreeg met een uitgelopen big-end van zijn Ad Maiora. Paolo Ferretti, Freymond's tijdelijke teamgenoot nu Maurizio Massimiani geblesseerd was, werd achtste. 

### Uitslag 250 cc
| Pos | Coureur                | Merk          | Tijd            | Punten          |
| --- | ---------------------- | ------------- | --------------- | --------------- |
| 1   | Toni Mang              | Kawasaki      | 47'31"8         | 15              |
| 2   | Jean-François Baldé    | Kawasaki      | 47'53"4         | 12              |
| 3   | Jean-Louis Guignabodet | Kawasaki      | 48'03"8         | 10              |
| 4   | Jean-Louis Tournadre   | Bimota-Yamaha |                 | 8               |
| 5   | Eero Hyvärinen         | Yamaha        |                 | 6               |
| 6   | Patrick Fernandez      | Bimota-Yamaha |                 | 5               |
| 7   | Jean-Marc Toffolo      | Rotax         |                 | 4               |
| 8   | Paolo Ferretti         | Ad Maiora     |                 | 3               |
| 9   | Bruno Kneubühler       | Rotax         |                 | 2               |
| 10  | Martin Wimmer          | Yamaha        |                 | 1               |
| DNF | Richard Schlachter     | Yamaha        | Brandstofgebrek | Brandstofgebrek |
| DNF | Ricardo Tormo          | Bartol        | Remmen          | Remmen          |
| DNF | Roland Freymond        | Ad Maiora     | Big-end lager   | Big-end lager   |
| DNS | Carlos Lavado          | Yamaha        | Blessure        | Blessure        |
| DNS | Peter Looijesteijn     | Rotax         | Geen motor      | Geen motor      |
| DNS | Maurizio Massimiani    | Ad Maiora     | Blessure        | Blessure        |

### Top 10 WK-stand na deze race
| Pos. | Coureur                    | Motorfiets               | Ptn. |
| ---- | -------------------------- | ------------------------ | ---- |
| 1    | Toni Mang (wereldkampioen) | Kawasaki                 | 130  |
| 2    | Jean-François Baldé        | Kawasaki                 | 83   |
| 3    | Carlos Lavado              | Yamaha                   | 56   |
| 4    | Roland Freymond            | Ad Maiora                | 48   |
| 5    | Patrick Fernandez          | Bimota-Yamaha            | 43   |
| 6    | Martin Wimmer              | Yamaha                   | 26   |
| 7    | Thierry Espié              | Chevallier-Yamaha/Pernod | 24   |
| 7    | Jean-Louis Guignabodet     | Kawasaki                 | 24   |
| 9    | Richard Schlachter         | Yamaha                   | 23   |
| 10   | Massimo Massimiani         | Ad Maiora                | 22   |

## 125 cc
Opmerkelijk genoeg stond Ángel Nieto, de kersverse wereldkampioen 125 cc, op de 23e startplaats in Imatra door twee vastlopers. Jan Thiel en Martin Mijwaart kregen zijn Minarelli pas in de nacht voor de race goed aan het lopen. Hij zat echter al heel snel op de derde plaats, achter Hans Müller en Pier Paolo Bianchi. Müller moest echter al snel de pit in om bougies te wisselen en viel later zelfs helemaal uit. Bianchi en Nieto reden samen aan de leiding, gevolgd door Maurizio Vitali en Jacques Bolle. Bianchi had graag geprofiteerd van de afwezigheid van de geblesseerde Loris Reggiani, maar zijn machine ging steeds slechter lopen en ook hij viel uit. Nieto won voor Bolle en Vitali

### Uitslag 125 cc
| Pos | Coureur            | Merk        | Tijd     | Punten   |
| --- | ------------------ | ----------- | -------- | -------- |
| 1   | Ángel Nieto        | Minarelli   | 48'13"6  | 15       |
| 2   | Jacques Bolle      | Motobécane  | 48'15"0  | 12       |
| 3   | Maurizio Vitali    | MBA         | 48'39"9  | 10       |
| 4   | Ricardo Tormo      | Sanvenero   |          | 8        |
| 5   | Jean-Claude Selini | Morbidelli  |          | 6        |
| 6   | Johnny Wickström   | Morbidelli  |          | 5        |
| 7   | Hugo Vignetti      | MBA         |          | 4        |
| 8   | Anton Straver      | MBA         |          | 3        |
| 9   | Jan Bäckström      | MBA         |          | 2        |
| 10  | Thierry Noblesse   | MBA         |          | 1        |
| DNF | Guy Bertin         | Sanvenero   |          |          |
| DNF | Pier Paolo Bianchi | MBA         |          |          |
| DNF | Hans Müller        | MBA         |          |          |
| DNF | Stefan Dörflinger  | Krauser-MBA |          |          |
| DNF | Gerhard Waibel     | MBA         |          |          |
| DNS | Loris Reggiani     | Minarelli   | Blessure | Blessure |

### Top 10 WK-stand na deze race
| Pos. | Coureur                      | Motorfiets  | Ptn. |
| ---- | ---------------------------- | ----------- | ---- |
| 1    | Ángel Nieto (wereldkampioen) | Minarelli   | 140  |
| 2    | Loris Reggiani               | Minarelli   | 89   |
| 3    | Pier Paolo Bianchi           | MBA         | 76   |
| 4    | Hans Müller                  | MBA         | 55   |
| 4    | Jacques Bolle                | Motobécane  | 55   |
| 6    | Maurizio Vitali              | MBA         | 36   |
| 7    | Guy Bertin                   | Sanvenero   | 28   |
| 8    | Iván Palazzese               | MBA         | 27   |
| 8    | Stefan Dörflinger            | Krauser-MBA | 27   |
| 10   | Hugo Vignetti                | MBA         | 26   |

## Zijspannen
Er mochten slechts vijftien zijspancombinaties starten in Finland, waarvan er uiteindelijk slechts negen de finish haalden. Rolf Biland en Kurt Waltisperg waren in de training 3,8 seconden sneller dan de concurrentie en dat zou in de race ook blijken, want ze wonnen met gemak. Jock Taylor/Benga Johansson werden tweede en Werner Schwärzel/Andreas Huber werden derde. Zij waren ook de laatsten die in dezelfde ronde als de winnaars eindigden. Egbert Streuer moest weer met Johan van der Kaap rijden omdat de geblesseerde schouder van Bernard Schnieders weer opspeelde. Hij had uitzicht op de derde plaats toen de motor warm werd. In de pit werd niets gevonden, maar even later liep de motor vast. Streuer liep 5.000 gulden prijzengeld mis en had ongeveer 8.000 gulden motorschade door een kapotte slangenklem van twee kwartjes, waardoor de koelvloeistof was weggestroomd. 

### Uitslag zijspannen
| Pos | Coureur           | Bakkenist          | Merk                 | Tijd              | Punten            |
| --- | ----------------- | ------------------ | -------------------- | ----------------- | ----------------- |
| 1   | Rolf Biland       | Kurt Waltisperg    | LCR-Yamaha           | 48'48"9           | 15                |
| 2   | Jock Taylor       | Benga Johansson    | Fowler-Windle-Yamaha | 45'59"1           | 12                |
| 3   | Werner Schwärzel  | Andreas Huber      | Seymaz-Yamaha        | 47'28"1           | 10                |
| 4   | Albert Giesemann  | Karl Paul          | LCR-Yamaha           | +1 ronde          | 8                 |
| 5   | Göte Brodin       | Billy Gällros      | Yamaha               | +1 ronde          | 6                 |
| 6   | Walter Ohrmann    | Heinz Radomski     | Yamaha               | +1 ronde          | 5                 |
| 7   | Jesco Höckert     | Thomas Riedel      | Busch-Yamaha         | +1 ronde          | 4                 |
| 8   | Siegfried Schauzu | Wilfried Dietz     | Yamaha               | +1 ronde          | 3                 |
| 9   | Wolfgang Stropek  | Hans-Peter Demling | SIWA-Yamaha          | +1 ronde          | 2                 |
| DNF | Alain Michel      | Michael Burkhardt  | Seymaz-Yamaha        | Afgelopen ketting | Afgelopen ketting |
| DNF | Egbert Streuer    | Johan van der Kaap | LCR-Yamaha           | Vastloper         | Vastloper         |
| DNF | Michel Vanneste   | Serge Vanneste     | Seymaz-Yamaha        | Kettingtandwiel   | Kettingtandwiel   |
| DNF | Derek Jones       | Brian Ayres        | Ireson-Yamaha        | kettingbreuk      | kettingbreuk      |
| DNF | Masato Kumano     | Kunio Takeshima    | LCR-Yamaha           |                   |                   |

### Top 10 WK-stand na deze race
| Pos | Coureur          | Bakkenist                                            | Motorfiets           | Ptn |
| --- | ---------------- | ---------------------------------------------------- | -------------------- | --- |
| 1   | Rolf Biland      | Kurt Waltisperg                                      | LCR-Yamaha           | 97  |
| 2   | Alain Michel     | Michael Burkhardt                                    | Seymaz-Yamaha        | 82  |
| 3   | Jock Taylor      | Benga Johansson                                      | Fowler-Windle-Yamaha | 77  |
| 4   | Derek Jones      | Brian Ayres                                          | Yamaha               | 38  |
| 5   | Werner Schwärzel | Andreas Huber                                        | Seymaz-Yamaha        | 37  |
| 6   | Masato Kumano    | Kunio Takeshima                                      | LCR-Yamaha           | 26  |
| 7   | Michel Vanneste  | Serge Vanneste                                       | Seymaz-Yamaha        | 22  |
| 8   | Trevor Ireson    | Clive Pollington                                     | Ireson-Yamaha        | 18  |
| 9   | Egbert Streuer   | Bernard Schnieders Johan van der Kaap Kenny Williams | LCR-Yamaha           | 17  |
| 10  | Mick Boddice     | Chas Birks                                           | Yamaha               | 16  |

## Trivia

### Achterlicht
Marco Lucchinelli was tijdens de Britse GP door de vallende Barry Sheene en Graeme Crosby gedwongen de vanghekken in te sturen en het duurde nogal lang voordat hij zijn motorfiets weer op de baan kon sturen. Tijdens de trainingen in Imatra reed hij met een achterlicht op zijn Suzuki omdat: "ze me dan beter kunnen vinden als ik in de vanghekken hang". 

### Heen en weer
Na de lange reis naar Imatra kreeg Boet van Dulmen te horen dat er speciale cilinders voor hem op het vliegveld van Helsinki lagen. Boet reed ondanks zijn vermoeidheid 250 km naar het vliegveld, maar de cilinders waren er niet. De volgende dag kwam iemand van Yamaha de cilinders alsnog brengen, maar ze bleken niet sneller dan de originele en alle moeite was voor niets geweest.

### Kettingreactie
Derek Jones en Brian Ayres hadden enorm veel kettingproblemen in Finland. In de training brak al een ketting en vernielden ze bij een crash ook de stroomlijnkuip, die in de nacht voor de race gerepareerd werd. In de race lagen ze op de derde plaats toen de ketting opnieuw brak, maar met slechts vijftien starters, waarvan er inmiddels al veel uitgevallen waren, was er nog steeds kans op punten. Brian Ayres rende naar de pit, haalde gereedschap en een nieuwe ketting en ze gingen verder. Vlak voor de finish brak de ketting opnieuw, waarmee ze een uniek record vestigden: twee kettingbreuken in dezelfde race. 

### Feestje
Het was de "XX Imatranajo", de twintigste Grand Prix op Imatra, en daarom werd er een feest gevierd met een nachtelijke boottocht en een estafette-race op fietsen van het Finse leger. Daarvoor werden landenteams samengesteld, maar niet elk land kon een volledig team vormen. De race werd gewonnen door het Amerikaans-Nederlandse team dat bestond uit Richard Schlachter, zijn monteur, Martin Zoet, de broer van Willem Zoet en nu monteur van Philippe Coulon en schrijver/journalist Henk Keulemans. Het Franse team was kennelijk niet tevreden met de prestaties van Bernard Fau, want hij werd door Jean-François Baldé en Patrick Fernandez met fiets en al het Immalanjärvi-meer ingeduwd.
1932 · 1948 · 1949 · 1950 · 1951 · 1952 · 1953 · 1954 · 1955 · 1956 · 1957 · 1958 · 1959 · 1960 · 1961 · 1962 · 1963 · 1964 · 1965 · 1966 · 1967 · 1968 · 1969 · 1970 · 1971 · 1972 · 1973 · 1974 · 1975 · 1976 · 1977 · 1978 · 1979 · 1980 · 1981 · 1982